# 鄱陽湖の戦い
鄱陽湖の戦い（はようこのたたかい）は、1363年の中国で起こった朱元璋と陳友諒の間の湖上戦。この戦いで陳友諒は戦死し、朱元璋は西方の憂いを無くした。

## 戦いの背景
1355年、それまで盗賊とさほど変わらなかった朱元璋の軍は、南下して長江を越えて元朝支配の太平（現在の当塗県）を奪い、次いで1356年に集慶（現在の南京市）を落として応天府と改名し、ようやく根拠地を得ていた。ところが1360年、江州（現在の九江市）を根拠地として力を付けていた陳友諒に、太平を奪われてしまう。陳友諒はさらに応天府にまで攻め込むが、朱元璋の奇計により敗北する。これにより、これまで優勢であった陳友諒は、朱元璋に立場を逆転される。 1361年には陳友諒は安慶、江州、南昌という拠点を奪われ、武昌（現在の武漢市）にまで撤退を余儀なくされる。

## 戦いの始まり
朱元璋が南東から攻めてきた張士誠への応戦のために留守をしていた 1363年、陳友諒は形勢逆転を狙って、巨艦数百艘、兵員60万と号する大船団を南昌に向ける。巨艦は「丹漆」により赤く塗られていたという。南昌を守る朱文正と鄧愈は火力を駆使し、85日間これを守った。この間に朱元璋は応天府に戻り、白色に塗られた船団と兵員20万を動員して決戦に向かった。陳友諒も南昌を囲む不利を悟って鄱陽湖に軍を移動し、両者は衝突した。

## 戦いの推移
陳友諒の船団は、巨艦を集めて艦と艦を鎖で繋いで陣としていた。一方、朱元璋の船団は、小型船が中心であり、火力を重視していた。さらには、朱元璋は決戦の4日前、ひそかに伏兵を湖口に伏せていた。朱元璋の軍は小型船が多く、陳友諒の巨艦に恐れをなして戦いは不利であり、陳友諒の配下の勇将張定辺が一時朱元璋の旗艦に肉薄するほどの苦戦となった。しかし陳友諒側は長期包囲戦の後の疲労もあり、兪通海率いる火砲船団が鈍重な陳友諒の船舶を次々を火だるまに変えていき、戦いの主導権は徐々に移りつつあった。戦いの3日目、にわかに東北の風が吹くと、朱元璋は決死隊による火船七艘を陳友諒に突っ込ませたため、折からの強風により密集した巨艦は炎上し「煙焔天にみなぎり、湖水ことごとく赤なり」という地獄絵図と化した。陳友諒軍は斬首された者2000余、溺死・焼死した者は数え切れずという壊滅的敗北を喫することとなった。さらに陳友諒の弟で勇略を謳われた陳友仁が死亡したことで、士気は激しく低下した。陳友諒は逃亡を図るも、朱元璋が湖口の地を伏兵でふさいでいたため、数日の睨み合いとなった。兵站線を断たれたため、陳友諒軍からは寝返りが相次いだという。結局、陳友諒は湖口の突破を試みるが、矢に当たって戦死した。

## 戦いの結果
陳友諒軍の一部は武昌に戻るが、大将を失った穴は大きく、結局、息子の陳理が1364年に朱元璋に降伏した。一方、朱元璋側も、7千人余りの兵を失ったという。この結果、朱元璋の主要な敵は張士誠と、元朝政府を残すのみとなった。

## 赤壁の戦いとの関連性
『三国演義』の著者・羅貫中は朱元璋・陳友諒と元末の覇を争った張士誠に仕えたとされ、朱元璋が陳友諒を打ち破った鄱陽湖の戦いを元に赤壁の戦いを書いたという説がある。